# Acentroptera lacordairei
Acentroptera lacordairei là một loài bọ cánh cứng trong họ Chrysomelidae. Loài này được miêu tả khoa học năm 1859 bởi Lucas.